# Habsburg–Tiroli ág
Az idősebb és fiatalabb Habsburg–Tiroli ág (németül: Ältere/Jüngere Habsburg-Tirol Linie, ismert még mint Ausztria–Tiroli ág, németül: Österreich-Tirol Linie), a Habsburg-ház két rövid életű oldalága, ami először 1411 és 1490, majd másodszor 1609 és 1665 között adta Hátsó-Ausztria főhercegeit és Tirol hercegesített grófjait. 1665-ben Zsigmond Ferenc főherceg halálával a cím I. Lipót német-római császárra, Belső-Ausztria főhercegére szállt. A fiatalabb ágból három uralkodó hitvese is kikerült, Izabella Klára mantovai hercegné, valamint Mária Leopoldina és Klaudia Felicitász főhercegnők, akik mind a ketten német-római császárnék lett.

## Leszármazási ág
Idősebb Habsburg–Tiroli ág
- IV. Frigyes herceg (1382–1439)
∞ (1.) Pfalzi Erzsébet

∞ (2.) Braunschweigi Anna
- Zsigmond főherceg (1427–1496)
∞ (1.) Stuart Eleonóra

∞ (2.) Szászországi Katalin
Fiatalabb Habsburg–Tiroli ág
- I. Ferdinánd német-római császár (1503–1564)
∞ Magyarországi Anna

- II. Ferdinánd főherceg (1529–1595)
∞ Mantovai Anna Katalin

- Mária főhercegnő (1584–1649)
- Anna főhercegnő (1584–1618)
∞ Mátyás német-római császár

- II. Károly főherceg (1540–1590)
∞ Bajorországi Mária Anna

- V. Lipót főherceg (1586–1632)
∞ Claudia di Ferdinando de’ Medici

- Ferdinánd Károly főherceg (1628–1662)
∞ Anna di Cosimo de’ Medici

- Klaudia Felicitász főhercegnő (1653–1676)
∞ I. Lipót német-római császár

- Izabella Klára főhercegnő (1629–1685)
∞ III. Károly mantovai herceg
- Zsigmond Ferenc főherceg (1630–1665)
∞ Pfalz–Sulzbachi Hedvig
- Mária Leopoldina főhercegnő (1632–1649)
∞ III. Ferdinánd német-római császár

## Fordítás
- Ez a szócikk részben vagy egészben  a   Stammliste der Habsburger című német Wikipédia-szócikk fordításán alapul.  Az eredeti cikk szerkesztőit annak laptörténete sorolja fel. Ez a jelzés csupán a megfogalmazás eredetét és a szerzői jogokat jelzi, nem szolgál a cikkben szereplő információk forrásmegjelöléseként.